# Kufstein
Kufstein est une ville autrichienne, le chef-lieu du district de Kufstein dans le Land de Tyrol. La commune se situe sur la rive de l'Inn, près de la frontière allemande. C'est la deuxième ville de l'État de Tyrol, avec environ 20 000 habitants.

## Géographie

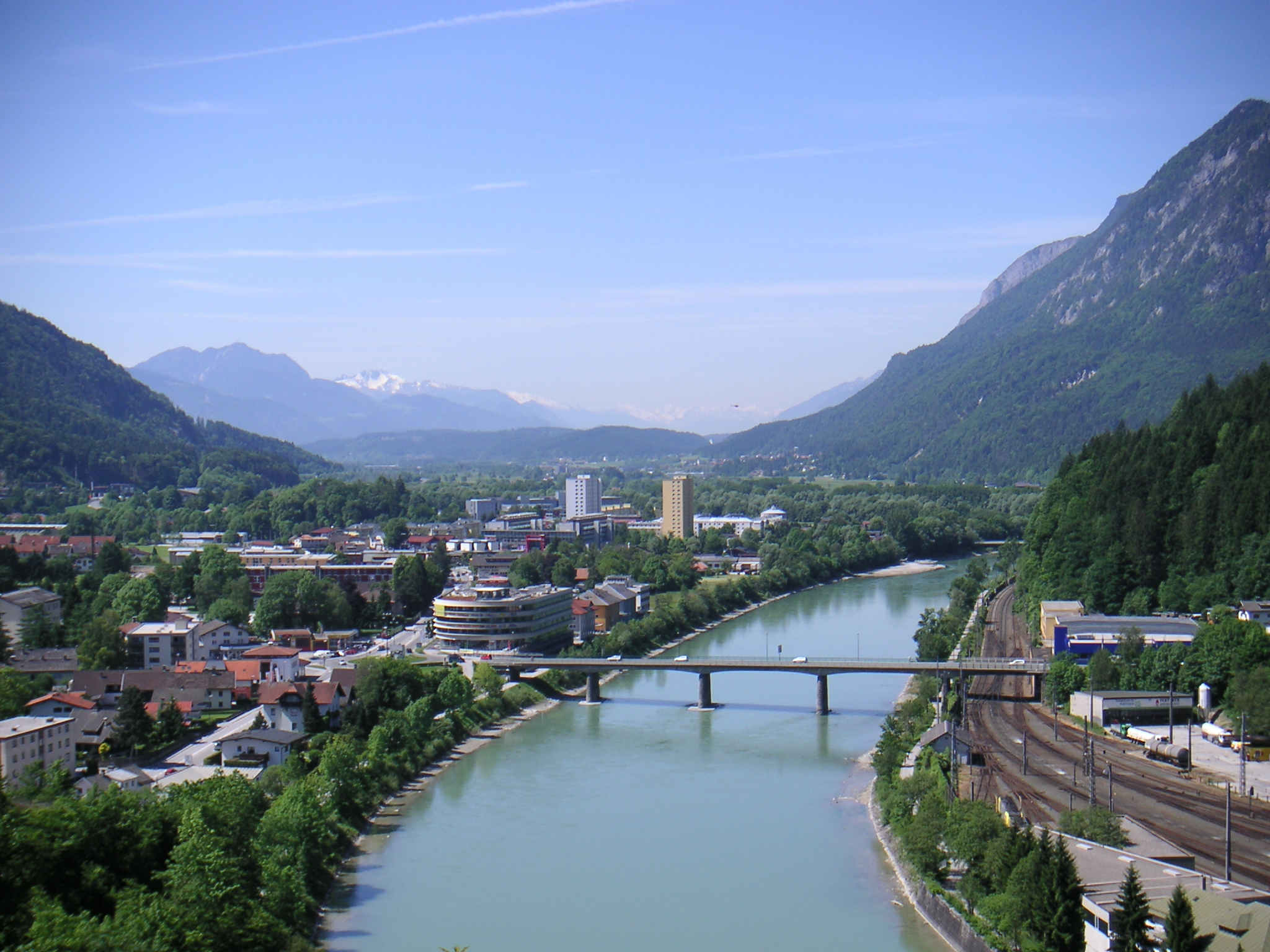
Vue depuis la forteresse.

Kufstein est coupée en deux par l'Inn dans lequel se jettent deux grands ruisseaux : le Weißache et le Kaiserbach. Le premier marque la frontière sud et le deuxième la frontière nord de la ville. Au nord, la commune jouxte la municipalité de Kiefersfelden en Bavière.
Implantée dans la vallée alluviale de l'Inn, Kufstein est entourée de sommets des Préalpes orientales septentrionales, comme le Pendling et le Maistaller Berg à l'ouest, le Thierberg au nord, ainsi que le Kaisergebirge à l'est, en grande partie une réserve naturelle. Au milieu de la ville, on trouve cinq collines : la Festungsberg, la Heldenhügel, la Lausbühel, la Kinkpark et la Zellerpark. Sur la première est située la puissante forteresse de Kufstein. La moitié gauche de la ville compte quatre lacs : le Pfrillsee, le Längsee, le Hechtsee et le Egelsee.
La zone urbaine de Kufstein comprend les quartiers de Zentrum (Centre), Sparchen, Weissach, Endach et Zell.

## Histoire
La région autour de Kufstein est colonisée depuis 30 000 ans — probablement depuis plus longtemps que tout le reste du Tyrol. De cette époque, il reste des pointes de flèches en os découvertes dans une grotte de la vallée de Kaisertal : la grotte de Tischof. Ces pièces sont exposées au musée municipal situé dans la forteresse.
En 15 av. J.-C., les troupes de l'Empire romain ont conquis la région peuplée par les tribus celtes des Rhètes et des Vendéliques. La rivière Inn marquait à l'époque la limite entre la province de Rhétie à l'ouest et de Norique à l'est. Depuis le VIe siècle, la vallée faisait partie du territoire des Bavarii et de leur premier duché.

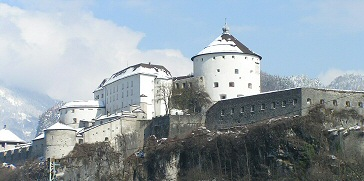
Forteresse.

Le lieu de Caofstein est évoqué pour la première fois dans un registre foncier de l'évêque Arn de Salzbourg en 805. Ce n’est qu’en 1205 que la forteresse de Kufstein fut mentionnée, comme possession des évêques de Ratisbonne. Au fur et à mesure, la possession en revint aux ducs de Bavière jusqu’à ce qu’ils obtiennent, en 1213, le pouvoir absolu. 
Poste frontière commandant un axe de pénétration stratégique, Kufstein sera souvent et âprement disputée au cours de l'histoire entre le duché de Bavière et le comté de Tyrol faisant partie des territoires héréditaires des Habsbourg dès l'an 1363. De ce fait, la localité fut convoitée par plusieurs seigneurs et fut souvent l’occasion de conflits. Déjà soutenue par l'empereur Louis IV, elle a reçu les droits de ville par le duc Étienne III de Bavière en 1393. Le duc Louis VII fit agrandir la forteresse à partir de 1415.
En 1504, le roi Maximilien Ier, lors de la guerre de Succession de Landshut, assiégea et conquit le château fort de Kufstein : après la prise, il fit décapiter Hans von Pienzenau, commandant du lieu, et tous les hommes qui lui étaient restés fidèles : une statue-fontaine représentant Pienzenau, montrant son derrière, comme il est dit qu'il le fit à l'époque pour braver les armées impériales, se trouve actuellement dans la ville de Trostberg. L'année suivante, la Diète à Cologne a confirmé l'annexion. Maximilien, couronné empereur en 1508, fit restaurer et aménager le château en forteresse. 
Aux XVIe et XVIIe siècles, la municipalité fut un nœud important pour la batellerie sur l’Inn et le commerce est alors florissant. Au cours de la guerre de Succession d'Espagne, les Bavarois, alliés aux Français, occupèrent la ville. Pendant cette occupation, Kufstein fut détruite en majeure partie par un incendie.
En 1704, le traité d'Ilbersheim, traité de paix entre la Bavière et le Tyrol, attribua Kufstein à l’Autriche.
Pendant la guerre de la troisième coalition, les Bavarois réoccupèrent, en 1805, Kufstein après la capitulation de la forteresse sans combat. L'ensemble du Tyrol fut formellement attribué au royaume de Bavière par le traité de Presbourg. Elle n’a pas pu être regagnée même lors de l’insurrection tyrolienne de 1809 après des semaines de siège, car la garnison bavaroise s’appuyait sur la forteresse, qui était imprenable pour les insurgés. Mais après la dissolution de l’alliance entre la Bavière et la France, le traité de Ried attribua en 1814 non seulement la ville mais aussi tout le Tyrol à l’Autriche. 
Jusqu'en 1918, la ville fait partie de la monarchie autrichienne (empire d'Autriche), puis Autriche-Hongrie (Cisleithanie après le compromis de 1867), chef-lieu du district de même nom, l'un des 21 Bezirkshauptmannschaften dans la province du Tyrol.

## Curiosités

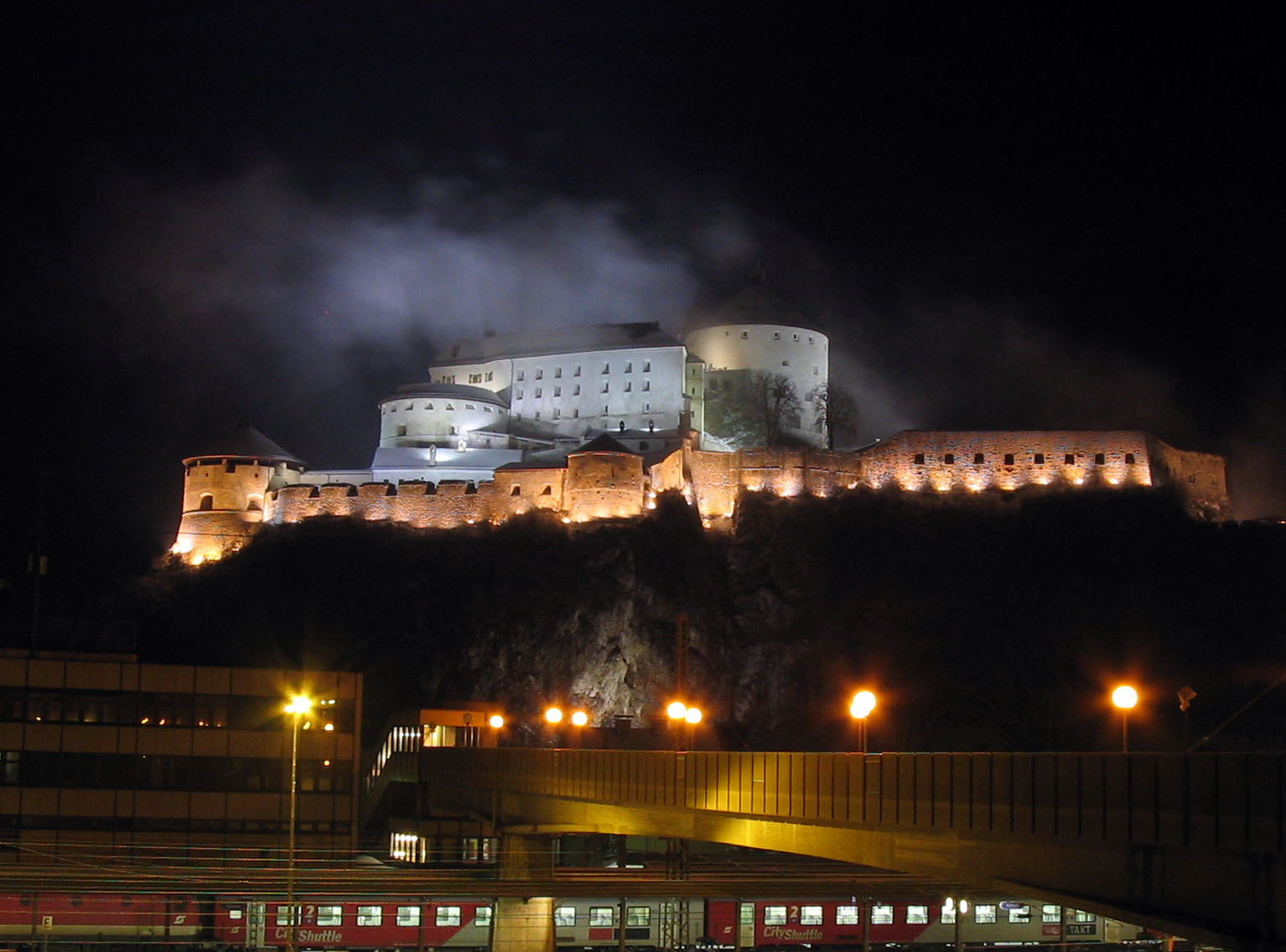
La forteresse de Kufstein.

La forteresse qui se trouve sur une des cinq collines (la Festungsberg) est le monument le plus important de Kufstein. On y trouve un musée et un orgue très connu (le Heldenorgel), car il s’agit du plus grand orgue du monde. Jusqu’au XXe siècle, la forteresse ne servit que comme prison.
On peut visiter les ruines du château de Thierberg et le château de Hohenstaffing, qui sont situés sur une autre colline (la Thierberg).
En 1998, on a réintroduit la batellerie sur l’Inn, les bateaux mènent jusqu’en Bavière.

## Économie
L’économie de Kufstein est dominée par le commerce de petites boutiques.
Mais cette ville est aussi le siège de plusieurs grandes entreprises comme SPAR Autriche qui a été fondée à Kufstein en 1954. On y trouve également les entreprises Kneissl Tirol, Riedel Glas, LKW Walter ou Freudenberg Simrit.
Dans les communes avoisinantes sont situées des entreprises comme Sandoz, Viking ou SPZ Zementwerke.

## Personnalités liées à la ville
- Adele Stürzl (1892-1944), résistante de la Seconde Guerre mondiale[2].

## Jumelages
Kufstein est jumelée avec :
- Frauenfeld (Suisse) ;
- Rovereto (Italie).